# Александровский сельсовет (Казачинский район)
Александровский сельсовет - сельское поселение в Казачинском районе Красноярского края.
Административный центр - село Александровка.

## Население
| 2010 | 2012 | 2013 | 2014 | 2015 | 2016 | 2017 |
| ---- | ---- | ---- | ---- | ---- | ---- | ---- |
| 347  | ↘320 | ↘307 | ↗309 | ↘304 | ↘293 | ↘289 |

## Состав сельского поселения
В состав сельского поселения входят 6 населённых пунктов:
| № | Населённый пункт | Тип населённого пункта       | Население |
| - | ---------------- | ---------------------------- | --------- |
| 1 | Александровка    | село, административный центр | 86        |
| 2 | Золотой Ключ     | деревня                      | 3         |
| 3 | Казанка          | деревня                      | 240       |
| 4 | Межталовка       | деревня                      | 0         |
| 5 | Средняя Шилка    | деревня                      | 0         |
| 6 | Чистополка       | деревня                      | 18        |

## Местное самоуправление
Александровский сельский Совет депутатов
Дата избрания: 14.03.2010. Срок полномочий: 5 лет. Количество депутатов:  7
Глава муниципального образования
- Романов Виктор Николаевич. Дата избрания: 14.03.2010. Срок полномочий: 5 лет